# Al Hamra, Oman
Al Hamra (arabsko ٱلْحَمْرَاء, latinizirano: Al-Ḥamrāʾ) je 400 let staro mesto v governoratu Dahilija v severovzhodnem Omanu. Kot okrožje (vilajet) je dom številnih vasi, vključno z gorsko vasjo Misfat Al Abrien, vasjo Ghul na severozahodu mesta in Bimah na severovzhodu.  Mesto in okrožje ležita na južnih pobočjih gorovja Ahdar.
Al Hamra je znana tudi kot Hamra Al Abrien glede na pleme Al Abri, ki tam živi. Blizu središča mesta sta trg in suk. Nekatere najstarejše ohranjene hiše v Omanu najdete v Al Hamri, mestu, zgrajenem na nagnjeni skalni plošči. Številne hiše imajo dve, tri ali celo štiri nadstropja, s stropi iz palmovih tramov in listov, pokritih z blatom in slamo. Obiskovalci bližnje tržnice lahko opazujejo izdelovalca halve pri delu v edini trgovini s halvo, ki še vedno deluje v stari tržnici.
Gora Džebel Šams (sončna gora) (2997 do 3009 m), najvišja gora v Omanu, leži severovzhodno od mesta Al Hamra. Blizu vrha je dih jemajoč pogled na brezno, imenovano Šarfat al Nahr, zarezano globoko v osrčje gore. Jama Al Huta je ob vznožju gore Džebel Šams. Spada med večje jamske sisteme na svetu.

## Zgodovina
Med vladavino imama Saifa bin Sultana, četrtega vladarja rodbine Jaruba, so Al Hamro v poznem 17. stoletju naselila plemena Al Abri. Znana je po številnih stavbah iz blatne opeke v jemenskem slogu, številne hiše so bile zapuščene, ker so se prebivalci preselili v sodobne stavbe. Nekatere zgodovinske stare stanovanjske četrti al Hamra so še vedno naseljene. Večina hiš je dvonadstropnih.